# Karoonda (South Australia)
Karoonda ist eine kleine Stadt im Gebiet von Murray Mallee in South Australia, der 60 km nordöstlich von Murray Bridge liegt. Der Stadtname stammt von den Aborigines und bedeutet Wintercamp. Karoonda wurde 1930 bekannter, als dort im November 1930 der Meteorit Karoonda niederging. Dieser Meteorit wurde namensgebend für eine Untergruppe der Kohligen Chondriten, die CK-Meteoriten.

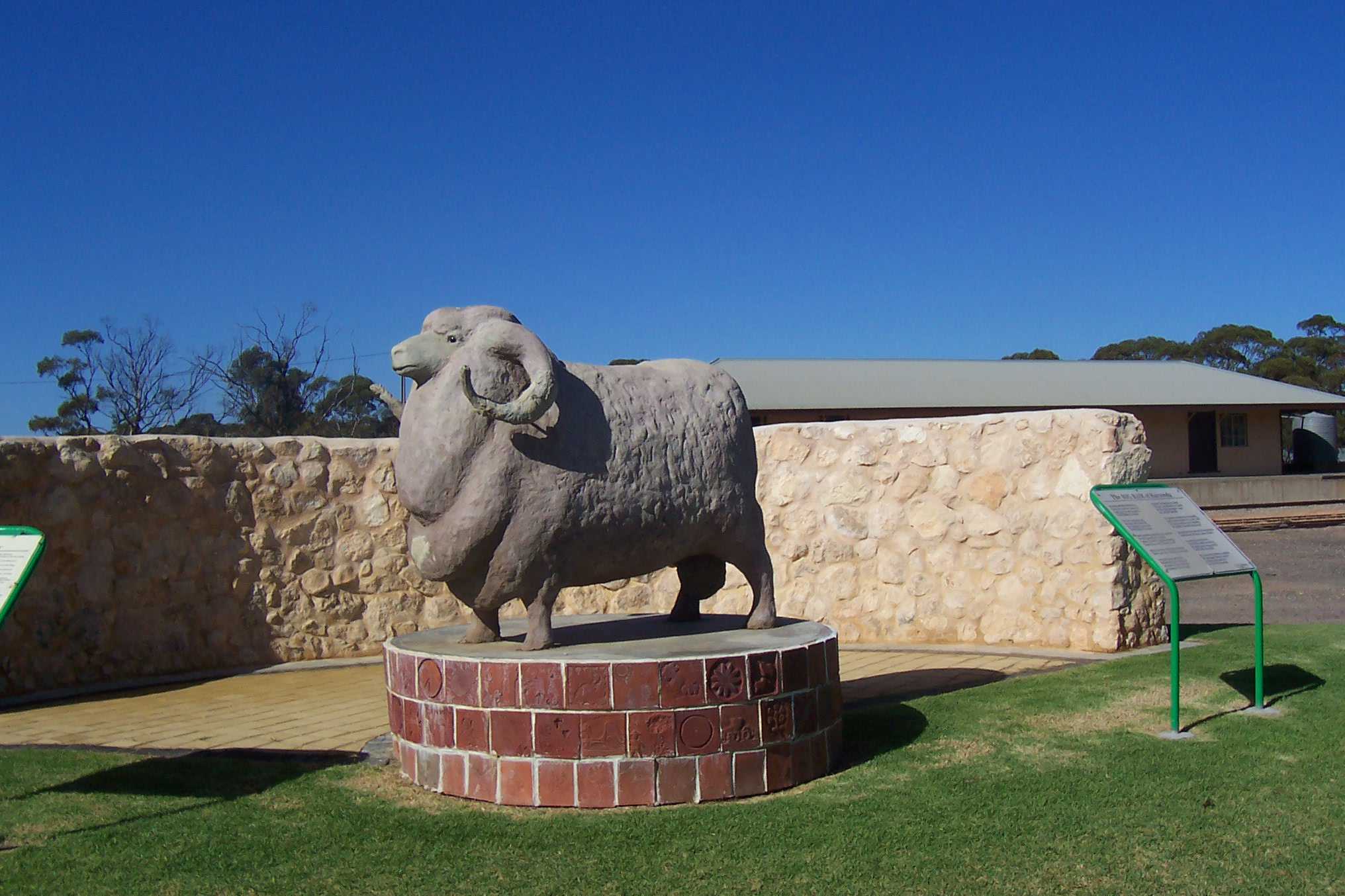
Skulptur eines Merinoschafes in Karoonda

Die Ortschaft wurde am 11. Dezember 1913 zur Stadt proklamiert. Sie befindet sich in einem Weizenanbaugebiet, in dem auch Merinoschafe grasen. Daneben gibt es landwirtschaftliche und Gemüseanbaubetriebe. Einmal im Jahr findet eine Landwirtschaftsmesse statt, die Karoonda Farm Fair, die von über 10.000 Besuchern aufgesucht wird. Es gab auch Eisenbahnverbindungen zum Ort, die allerdings 1990 geschlossen wurden. Seit jüngster Zeit ist Karoonda wieder an eine Eisenbahnlinie angeschlossen.
In der Stadt gibt es eine Schule, einen Park und ein Museum.